# NGC 5225
NGC 5225 est une galaxie spirale située dans la constellation des Chiens de chasse. Sa vitesse par rapport au fond diffus cosmologique est de 4 737 ± 11 km/s, ce qui correspond à une distance de Hubble de 69,9 ± 4,9 Mpc (∼228 millions d'al). NGC 5225 a été découverte par l'astronome germano-britannique William Herschel en 1789.
Selon la base de données Simbad, NGC 5225 est une galaxie LINER, c'est-à-dire une galaxie dont le noyau présente un spectre d'émission caractérisé par de larges raies d'atomes faiblement ionisés.
Selon Abraham Mahtessian, NGC 5225 et NGC 5250 forment une paire de galaxies.